# Gnopharmia luxuriosa
Gnopharmia luxuriosa là một loài bướm đêm trong họ Geometridae.